# Anna Tortajada Orriols
Anna Tortajada Orriols   (Sabadell, 24 de maig de 1957) és una escriptora catalana i traductora de l'alemany al català o castellà. Va treballar molts anys com a traductora i lectora d'alemany per a diferents editorials i, posteriorment, va començar a publicar els seus propis llibres.

## Biografia
Nascuda a Sabadell el 24 de maig de 1957 i actualment residint a Barcelona, Anna Tortajada des de ben petita jugava a escriure contes. És escriptora i traductora de l'alemany al català i castellà. Les seves obres han sigut traduïdes al castellà, català, alemany, italià, portuguès, japonès i anglès.
Va decidir cursar el batxillerat de ciències perquè a les lletres tenia clar que s'hi dedicaria, i així podia tenir coneixements de les Ciències. Tot i això, la seva assignatura preferida va ser el llatí, assignatura que li va despertar l'amor de la traducció. Arran d'aquesta vocació va anar quatre anys a viure a München (Alemanya) on va cursar la carrera de Filologia Hispànica.
Actualment resideix a Barcelona i, a part de dedicar-se a l'escriptura i a la traducció, també fa tallers d'escriptura, activitats de lectura, col·labora a activitats que s'organitzen a biblioteques i llibreries (l'Hora del conte) i conferències, tallers a centres d'ensenyament i tertúlies.

## Com a autora
Amb més d'una vintena de llibres publicats des de llavors, ha fet novel·la històrica rigorosa i documentada, contes infantils i novel·les juvenils i, fins i tot, ha publicat una obra de teatre per a nens, amb una visió molt diferent entre unes i altres. També té afició als contes tradicionals i les rondalles.
Molts dels seus llibres es fan servir com a llibre de lectura en escoles de Catalunya i Andorra. És per això que sovint fa visites i xerrades als centres d'ensenyament per parlar amb els lectors i promoure el gust per la lectura. També dona conferències sobre història antiga i fa tallers de lectura i d'escriptura.

## Col·laboracions periòdiques
A més de fer de traductora, escriptora i fer conferències i tallers, Anna Tortajada també ha fet col·laboracions periòdiques en mitjans de comunicació, premsa, ràdio i televisió.
- Amb Ona Catalana en Els matins amb Josep Cuní durant les temporades 2001/02, 2002/03.
- Amb RAC1 ha fet treballs de guió i locució pel programa No és obligatori (Natza Farré) durant els estius de 2001, 2002 i 2003.
- Amb Diariio 16 durant els primers mesos després de l'11 de setembre de 2001.
- Amb El mundo (Catatunya) fent una col·laboració quinzenal per l'espai d'opinió Prisma (2002)

Avui dia fa col·laboracions esporàdiques amb altres mitjans de comunicació.